# Дарија Ставрович
Дарија Сергејвна Ставрович (рус. Дария Сергеевна Ставрович; Вељск, 1. фебруар 1986), позната као Нуки (рус. Нуки), је руска пјевачица и фронтмен групе Слот.

## Биографија
Дарија је рођена 1. фебруара 1986. године у Вељску. Након што је завршила школу у Арзамасу одлази на музички универзитет у Нижњи Новгород. Прикључила се бенду Слот када је упознала Игора Лобанова, бившег пјевача бенда Епидемија. Комбиновала је рад у бенду и своје студије на институту Савремених умјетности. Од 2013. године учествује у пројекту Уједињене снаге. Дана 18. априла 2014. године нападнута је у Санкт Петербургу у кафићу Стокер гдје је давала аутограме. Са убодом ножа у врат пребачена је у болницу Марински. Након операције отпуштена је 28. априла. 
Учествовала је у ТВ програму Дарија гдје је пјевала пјесму. 2014. године освојила је награду за најбољу рок групу "Златна нота".. 

## Соло пројекти
Крајем 2012. започела је рад пројекта који се зове "Нуки", гдје су учествовали и други чланови бенда Слот, ID, Дуду. 28. априла 2013. године изашао је први албум који се називао "Живы" (Жив). 19. маја 2015. године изашао је други албум који се називао "Пыльца лунной бабочки" (Полен мјесечевог лептира).

## Дискографија

### Слот
- 2007. — 2 Войны (2 рата)
- 2007. — Тринити (Тројство)
- 2009. — 4ever (Заувијек)
- 2011. — F5
- 2011. — Break The Code (Прекрши код)
- 2013. — Шестой (Шести)
- 2016. — Septima

### Нуки
- 2013. — Живы (Жив)
- 2015. — Пыльца лунной бабочки (Полен мјесечног лептира)[1]